# Lemonniera pseudofloscula
Lemonniera pseudofloscula är en svampart som beskrevs av Dyko 1977. Lemonniera pseudofloscula ingår i släktet Lemonniera, ordningen disksvampar, klassen Leotiomycetes, divisionen sporsäcksvampar och riket svampar.   Inga underarter finns listade i Catalogue of Life.